# Западный Чешир и Честер
За́падный Че́шир и Че́стер (Чешир-Уэст-энд-Честер, англ. Cheshire West and Chester) — унитарная единица на западе церемониального графства Чешир. Главный город унитарной единицы — Честер.

## История
Образована 1 апреля 2009 года путём преобразования в унитарную единицу районов Честер, Элсмир Порт и Нестон, Вале Роял бывшего неметропольного графства Чешир (en:2009 structural changes to local government in England).

## География
Занимает площадь 917 км². Граничит на востоке с унитарной единицей Восточный Чешир, на западе — с Уэльсом, на севере — с церемониальным графством Мерсисайд и унитарными единицами Холтон и Уоррингтон.

## Население
На территории унитарной единицы Западный Чешир и Честер проживают 321 971 человек.

## Состав
В состав унитарной единицы входят 6 городов:
- Нестон
- Нортуич
- Уинсфорд
- Фродшем
- Честер
- Элсмир-Порт

2 территории (англ. Unparished area):
- Бертон
- Уилластон

и более 160 общин (англ. Civil parish).

## Политика
Совет унитарной единицы Западный Чешир и Честер состоит из 72 депутататов, по 3 от каждого из 24 округов. Первые выборы в совет состоялись 1 мая 2008 года, победу на них держала Консервативная партия, которая на данный момент имеет 42 мандата.

## Спорт
На территории унитарной единицы Западный Чешир и Честер, в городе Элсмир Порт и Нестон, базируется полупрофессиональный футбольный клуб «Воксхолл Моторс», выступающий в сезоне 2012/2013 в Северной Конференции. «Воксхолл Моторс» принимает соперников на стадионе «Мотассист Арена» (2 000 зрителей).

## Известные уроженцы
- Руперт Холмс, британский и американский композитор, певец и автор песен, музыкант и автор пьес, романов и повестей.